# Mietshaus Kronprinzenstraße 15/König-Albert-Straße 13
Das Mietshaus Kronprinzenstraße 15/König-Albert-Straße 13 war ein Stettiner Mietshaus, das zwischen 1897 und 1943 am heutigen Plac Grunwaldzki (Kaiser-Wilhelm-Platz) an der Ecke der Ulica Śląska (vormals König-Albert-Straße) und der Ulica Rayskiego (vormals Kronprinzenstraße) stand. Es war bekannt für das Restaurant „Kaiserhallen“, eines der elegantesten städtischen Etablissements der Vorkriegszeit. Das Mietshaus wurde während des Zweiten Weltkriegs zerstört.

## Geschichte
Das Mietshaus wurde 1897 erbaut. Im Erdgeschoss wurde das Restaurant „Kaiserhallen“ eingerichtet. Es zeichnete sich durch eine reich verzierte Innenausstattung mit geschnitzten Täfelungen und Gemälden aus, die Szenen aus der Stettiner Geschichte darstellten, wie z. B. den Besuch Ottos von Bamberg. Im Jahr 1939 wurde das Gebäude modernisiert, wobei ein Teil des Stucks an der Fassade entfernt wurde. Im Jahr 1943 war das Gebäude im Besitz von A. Heller und das Restaurant im Besitz von Carl Gieße.
Das Mietshaus wurde in der Nacht vom 20. auf den 21. April 1943 durch alliierte Bombenangriffe zerstört. Die Ruinen wurden noch während des Zweiten Weltkriegs abgerissen. Das Gelände blieb bis 1963 unbebaut, als ein von Tadeusz Ostrowski entworfenes Hochhaus errichtet wurde.
Teile des Porzellangeschirrs aus dem Restaurant sind bis heute in privaten Sammlungen erhalten geblieben.

## Architektur
Das Mietshaus war ein fünfstöckiges Eckgebäude. Es bestand aus zwei symmetrischen Teilen, die zu zwei Eingangstoren gehörten: König-Albert-Straße 13 und Kronprinzenstraße 15.
Die Vorderfront war durch zwei Risalite mit Giebeln gekennzeichnet. Die Ecken waren mit polygonalen Erkern verziert, die mit zwiebelförmigen Helmdächern bedeckt waren. Das Erdgeschoss erhielt Rustizierung. Die Fenster aller Stockwerke waren mit Halbbändern verziert. Das erste und das zweite Stockwerk wurden durch einen Fries auf und zwischen den Risaliten optisch getrennt. Die Risalite hatten Balkonnischen im dritten Stockwerk, die mit Giebeln mit Reliefs verziert waren. Über den Giebeln waren zusätzlich Bänder angebracht. Das Dachgeschoss wurde durch kleine halbrunde Fenster mit Fialen erhellt. Abgesehen von den Balkonnischen im dritten Obergeschoss hatte die Fassade im ersten Obergeschoss auch zwei weitere Balkone mit eisernen Balustraden, die den Risaliten hinzugefügt wurden. Auf der Seite des Kaiser-Wilhelm-Platzes grenzte ein Vorgarten des Restaurants an das Gebäude an.
Die Seitenfassaden wurden durch Erker in zwei Hälften geteilt, an die sich die Balkone des ersten, zweiten und dritten Stockwerks anschlossen. Die Erker waren mit Halbhelmdächern und Giebeln versehen.
Bei der Renovierung im Jahr 1939 wurde u. a. der Stuck an den Giebeln über den vorderen Risaliten entfernt, so dass diese eine annähernd dreieckige Form erhielten.